# Недра (Броварський район)
Не́дра — село у Броварському районі Київської області України, на правому березі річки Недра. Входить до складу Березанської міської громади.

## Географія
Розташоване на відстані 13 км (поворот на Березань) від міжнародної автотраси М03 Київ — Харків — п.п. Довжанський (на Ростов-на-Дону), яка збігається із частиною європейського автомобільного маршруту E40. Найближча залізнична станція — Березань (4 км) Південно-Західної залізниці. Відстань до селища Баришівки — 12 км, до обласного центру Київ — 80 км.

## Історія
Засноване в 1600 році.
3 1748 року є церква Преображення Господнього
Є на мапі 1787 року
За інформацією 1859 року село Недра входило до складу 2-го стану Переяславського повіту Полтавської губернії і розташовувалось по ліву сторону транспортного тракту з містечка Бориспіль до міста Пирятин. Село знаходилось за 35 верст від повітового міста Переяслава та за 14 верст від станової квартири в містечку Баришівка. В цей час у селі налічувався 161 двір, у яких мешкало 1044 особи (508 чоловіків і 536 жінок). Також в селі знаходилась православна церква.
За даними першого загального перепису населення 1897 року в Недрах проживало 1808 мешканців (898 чоловічої статі, 910 жіночої статі), з яких 1803 були православними.
До 12 червня 2020 року було центром Недрянської сільської ради.

## Населення
Згідно з переписом УРСР 1989 року чисельність наявного населення села становила 1567 осіб, з яких 701 чоловік та 866 жінок.
За переписом населення України 2001 року в селі мешкало 1329 осіб.
Населення — 1,3 тис. чол. Кількість виборців — 1021 (на позачергових виборах народних депутатів України 30 вересня 2007 року)

### Мова
Розподіл населення за рідною мовою за даними перепису 2001 року:
| Мова       | Відсоток |
| ---------- | -------- |
| українська | 97,95 %  |
| російська  | 1,67 %   |
| білоруська | 0,15 %   |
| інші       | 0,23 %   |

## Відомі люди
В селі народилися:
- Висоцький Михайло Костянтинович (1885—1950) — російський радянський актор, народний артист УРСР.
- Захаревич Сергій Юрійович (1996—2017) — український військовослужбовець, старший солдат Збройних сил України, учасник російсько-української війни, кулеметник механізованого взводу 3-ї механізованої роти 1-го механізованого батальйону 72-ї окремої механізованої бригади.

### Репресовані
- Пилипенко Іван Макарович (1913, Київська область, Баришівський район, село Недра — 4 грудня 1937) — українець, безпартійний. Арештований 23 квітня 1931 року. Перебував на Соловках; в Карелії — Ведмежогірський район, Біломорсько-Балтійський ВТТ. Обвинувачувався за статтею 58-8 (терористичні акти, направлені проти представників радянської влади або діячів революційних робітничих і селянських організацій). Засуджений 20 листопада 1937 року трійкою при НКВС КаРСР. Розстріляний 4 грудня 1937 року поблизу залізничної станції Ведмежа Гора (Сандармох). Реабілітований 27 березня 1989 року прокуратурою Карелії. [Поминальні списки Карелії][10].

## Мапи

Недра на старих російських мапах
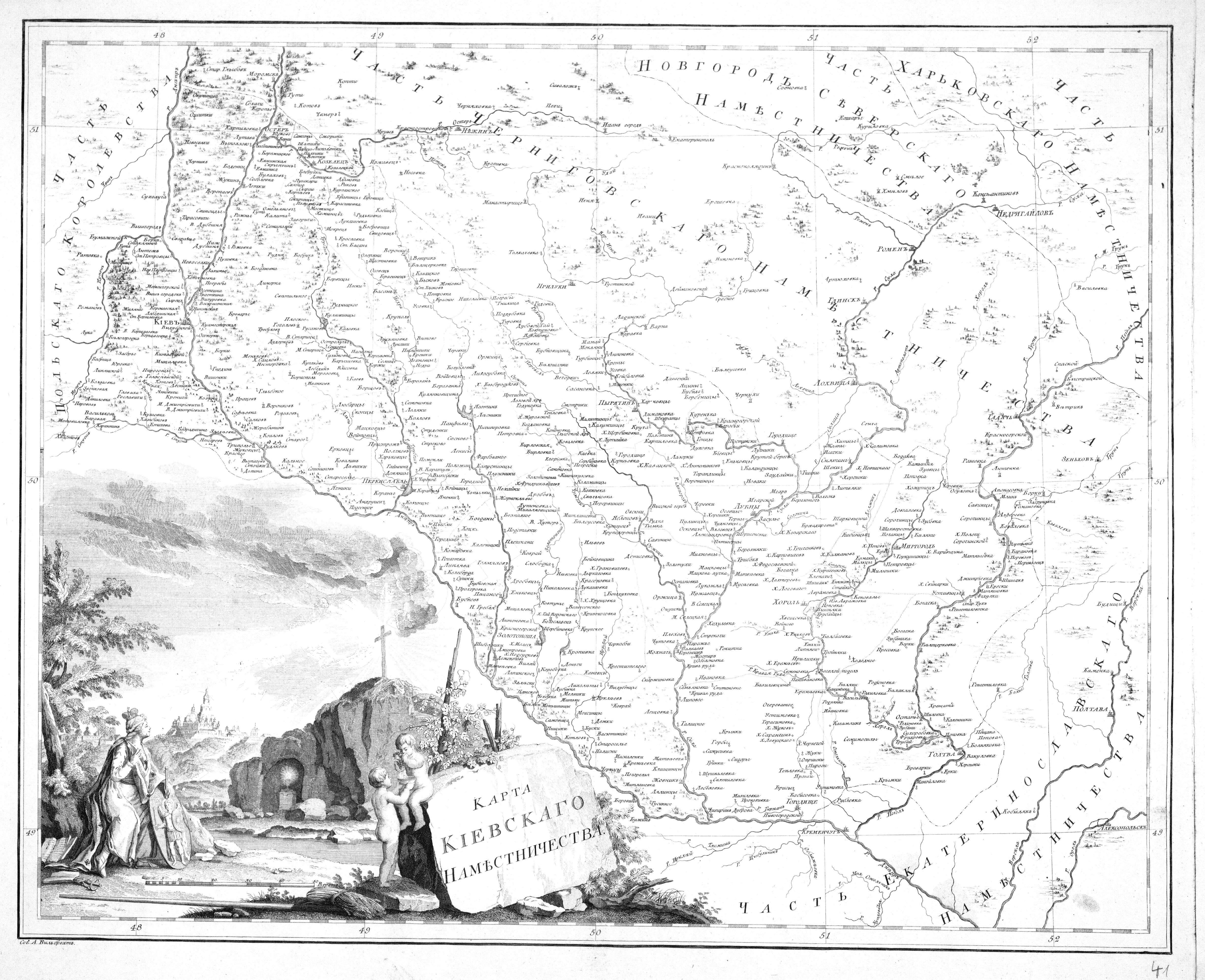
Мапа Київського намісництва 1792 року.
Військова мапа 1873 року.